# پسر عاشق (فیلم ۱۹۸۹)
پسر عاشق (به انگلیسی: Loverboy) فیلمی است محصول سال ۱۹۸۹ و به کارگردانی جوآن میکلن سیلور است. در این فیلم بازیگرانی همچون پاتریک دمپسی، کیت جکسون، کری فیشر، رابرت گینتی، باربارا کاررا، کریستی آلی، نانسی والن، ویک تایبک، رابرت پیکاردو، ری جیراردین، الیزابت دیلی، برنی کولسون، دیلن والش و کیم میوری ایفای نقش کرده‌اند.